# Geotrogus araneipes
Geotrogus araneipes är en skalbaggsart som beskrevs av Leon Fairmaire 1860. Geotrogus araneipes ingår i släktet Geotrogus och familjen Melolonthidae. Inga underarter finns listade i Catalogue of Life.